# Monokultúra
A monokultúra az agráriumban (szántóföldi növénytermesztésben) elterjedt szakkifejezés (terminus technicus).

## Jelentése
Egy adott területen egyazon növényfajt (annak akár eltérő fajtáit, kultivárjait) termesztik hosszabb időtartamon, több éven vagy tenyészidőszakon keresztül (egymás után ugyanazt vetik). Magyarországon a kötelező vetésforgó miatt a mezőgazdaságban ez elvétve fordul elő, jellemzően időjárási viszontagságok (pl. tavaszi aszály) miatt fordul elő kivételesen, hogy kétszer egymás után kukoricát vetnek a gazdák ugyanabba a táblába. Nagyon sok haszonnövény nem is tűri ezt, termésátlaga jelentősen romlik, ha egymás után kétszer vagy többször ismétlik. A kukorica kivétel ez alól, az USA-ban akár 10-20 alkalommal egymás után is vetik (műtrágya- és talaj-életjavító adalékokkal), de ez a technológia Európában egyáltalán nem terjedt el. A rizstermesztés jellemzően monokultúrás növénytermesztés, ami a talaj erős kizsigerelésével jár.

## Hatásai
A monokultúra a talajra, a talajszerkezetre, talajéletre jellemzően degradáló hatású, ezért ahol csak lehet, kerülni szokták alkalmazását. A termésátlagos jellemzően romlanak a monokultúrás mezőgazdaságban.

## Félreértések
A monokultúra szót gyakran félreértelmezik a laikusok, de gyakran még a kevésbé tájékozott szakemberek is. Egy horizontig tartó búzatábla az egyáltalán nem biztos, hogy monokultúra, hiszen ránézésre nem állapítható meg, hogy mi volt az előveteménye (az adott növény előtt utoljára betakarított növény). Egy táblában lévő azonos növényeket nem nevezünk monokultúrának: nem amiatt "mono", mert csak egyfajta növény van a táblában, hanem azért, mert egymás utána kerül a területre ugyanaz a vetemény. A szót jellemzően negatív kontextusban alkalmazzák, a természetes növénytársulások ellenpéldájaként, azokat kiszorító termesztési módszerként. A globális élelmiszertermelés technikailag kikényszeríti az "egy növény - egy tábla" filozófiáját, amellett, hogy vetésforgót, azaz tenyészidőszakonként eltérő növénykultúra alkalmazását folytatnak a mezőgazdászok.
A félreértések egyik oka, hogy az angolszász terminológiában a monoculture kifejezés az egy táblán azonos időben egy növény termesztését jelenti, függetlenül attól, hogy a vetésforgóban eltérő növények követik-e egymást. A hosszabb időtartamon keresztül fenntartott monokultúra megnevezése monocropping. Ebben az angolszász szakirodalom eltér a magyar, német és a francia szakirodalomtól is, melyek az utóbbi fogalmat jelenleg mind monokultúraként definiálják.

## Erdőgazdálkodás
Az erdőgazdálkodásban a monokultúra szó ritkán alkalmazott fogalom, a sarjerdő-gazdálkodás során felmerülhet a használata, bár ez egy alapvetően mezőgazdasági kifejezés. A sarjerdőben a letermelt faállomány után gyökér- vagy tuskósarjak képződnek, amiből új, teljes értékű faállomány fejlődik. A gyökerek megmaradnak a talajban, így a regenerálódás gyorsabb, az új állomány genetikailag kb. azonos lesz a régivel. A természetes erdőfelújítás egyik tipikus módszere a sarjaztatás (pl. akác, csertölgy, gyertyán esetében). A természetes erdőfelújítás másik módszere, amikor a termőre fordult erdőben a fakitermelés során annyi fát visszahagynak, amennyi annyi magot (pl. makkot) tud teremni, hogy abból biztonsággal fel tudjon újulni az erdő (kellő mennyiségű újulat jöhessen létre, pl. jellemzően bükkösökben, tölgyesekben). Ebben az esetben is félreérthető lenne monokultúráról beszélni, bár egymás után valóban ugyanaz a fafaj kerül az adott területre.

## Gyepgazdálkodás
A gyep egy speciális monokultúra, ahol gyakorlatilag tenyészidőről tenyészidőre ugyanazokat a növényeket sarjaztatják. Vannak speciális nemesített fűfélékből létesített gyepek (jellemzően kertekben, golfpályán, teniszpályán), és vannak természetes úton létrejött gyepek (kaszálók, legelők, erdei tisztások). A maguk nemében ezek is monokultúrák, azonban jellemzően nem használják ezt a jelzőt ezekre.